# Christian Lundahl
Christian Lundahl, född den 18 februari  1972 i Örebro är professor i pedagogik, och tjänstgör vid Örebro Universitet. Lundahl disputerade år 2006 vid Uppsala Universitet och har skrivit många böcker och artiklar kring bedömning för lärande, utbildningspolitik, utbildningshistoria och internationella kunskapsjämförelser. 
Han har också verkat vid universiteten i Karlstad och Stockholm.

### Avhandlingar
- Viljan att veta vad andra vet. Kunskapsbedömning i tidigmodern, modern och senmodern skola Uppsala Universitet (2006) i serien arbetsliv i omvandling, ISBN 91-7045-793-X och ISSN 1404-8426

### Längre artiklar
- Swedish Education Exhibitions and Aesthetic Governing at World´s Fairs in the Late Nineteenth Century , (2016)
- The Swedish School house at the Centennial exposition in Philadelphia 1876 – World’s fairs and innovation in policy and practice, (2014)
- For a complete list of publications see here

### Övrig litteratur
- Bortom PISA. Internationell och jämförande pedagogik, tillsammans med J. Landahl, Natur och kultur 2017
- Bedömning i och av skolan. Praktik, principer, politik, tillsammans med M. Folke-Fichtelius, 2a reviderade utgåvan Studentlitteratur (2016)
- Bedömning för lärande, Norstedts (2011)
- Bedömning i och av skolan. Praktik, principer, politik, tillsammans med M. Folke-Fichtelius Studentlitteratur (2010)
- Varför nationella prov? – framväxt, dilemman, möjligheter, Studentlitteratur (2009)
- Idén om en helhet – utvärdering på systemteoretisk grund, tillsammans med O. Öquist Studentlitteratur (2002)